# Costas Papacostas
Costas Papacostas (en griego: Κώστας Παπακώστας); Ayia Trias, 12 de noviembre de 1939-Nicosia, 21 de septiembre de 2015) fue un político chipriota.
Papacostas formó parte desde 1955 hasta 1959 en la resistencia EOKA contra los británicos. En 1966 se alistó en la Guardia Nacional de Chipre y posteriormente en la policía. Se retiró del ejército en 1984 con el rango de coronel. Dio al salto a la político y fue elegido diputado por el Distrito de Famagusta por el Partido Progresista del Pueblo Obrero (AKEL) el 26 de mayo de 1996 y reelegido en 2001 y 2006.
Papacostas ocupó el cargo de Ministro de Defensa entre 2008 y 2011. Después de la explosión la base naval de Evangelos Florakis, presentó la dimisión del cargo y fue sustituido por Demetris Eliades. En julio de 2013 fue declarado culpable de homicidio involuntario, y el tribunal dijo que "cerró los ojos ante el peligro" con respecto al almacenamiento de explosivos, por lo que recibió una sentencia de 5 años de prisión.
Papacostas moriría el 21 de septiembre de 2015 a la edad de 75 años.